# 薛嵩
薛嵩（8世纪？—773年1月17日），字嵩，絳州龍門（今山西河津）人。薛仁貴之孫，薛楚玉之子。曾參與安史之亂的叛軍，後歸順唐朝，封昭義節度使、平陽郡王。通俗小說《薛刚反唐》的薛刚原型即是薛嵩。

## 簡介
出身武將世家，其祖為幽州都督薛仁貴，父薛楚玉官范陽節度使，以不称职被贬。
薛嵩從小愛不讀書，善騎射，喜好蹴鞠，长大後依侍父蔭，不事生产。安史之乱时投降安史军。為史朝義守相州（今河南安陽）。
寶應元年（762年）因唐軍僕固懷恩兵鋒威脅，於是投降僕固懷恩，归顺朝廷，封为昭義节度使。
朝廷令其子娶滑州節度使令狐彰之女，女兒嫁魏博節度使田承嗣之子，三藩鎮互為姻親。大曆初，封平陽郡王。不久迁检校尚书、右仆射，改封平阳郡王。大历七年（772年）病死，葬於夏縣水頭鎮大張村北300公尺處。薛嵩墓现为山西省国家级重点文物保护单位。
儿子薛平、孙子薛从，皆为当世名臣。

## 家庭

### 母亲
- 河南宇文氏，隋朝开府仪同三司、十二卫大将军、沧夏二州刺史、凉州总管、汝南郡开国公，食邑一千七百户宇文神庆五代孙女，宇文雅玄孙女，唐朝房州治中、冀州长史、赵州长史宇文嵩曾孙女，唐朝散骑大夫、益州九陇县令宇文察孙女，唐朝右卫翊府左郎将宇文行廉之女，贺州桂岭县尉宇文子贡的姐妹。[4]

### 夫人
- 徐氏[5]

### 子女
- 薛平，左龙武大将军、韩国公
- 薛云石，监门将军
- 薛昌朝，保信军节度使
- 薛贻谋，兵部侍郎
- 薛昌族，陈州刺史、侍御史
- 薛昌期，仪州刺史，兼侍御史
- 薛昌宗，庐州长史
- 薛昌运，监察御史
- 薛皋，贝州长史
- 薛婺，亳州司户参军
- 薛聿，金乡令
- 長女：薛氏，嫁蕭放。[5]
- 薛氏，嫁邢州司马宇文曅

## 延伸阅读
[在维基数据编辑]
 《舊唐書·卷124》，出自刘昫《舊唐書》